# 2-氨基喹啉
2-氨基喹啉（英語：2-aminoquinoline）是一种有机化合物，化学式C9H8N2，可见于Leucopaxillus albissimus等物种。

## 合成
2-氨基喹啉可以2-溴喹啉和氨水为原料，在催化下反应制得。